# モッツァレラ気分
モッツァレラ気分（モッツァレラきぶん）は、日本のお笑いコンビ。所属事務所はSHUプロモーション。

## 略歴
結成日は2017年4月1日。西郷としろ田中が前年に結成していた「しろサイ」に中川が加入した。
2018年3月7日、初の単独ライブ「PEM」を開催。
2020年3月1日付でしろたなかが引退。

## メンバー
中川 治（なかがわ おさむ、本名同じ、1984年3月11日（41歳） - ）
- ツッコミ担当。
- 兵庫県宍粟市出身。身長165cm、体重56kg、靴26cm。
- 趣味はVANSのスリッポン集め、メガネ集め、競艇。特技は野球。
- かつては「テキトーパーティー」「反抗期フレイバー」「栗栖中川」といったコンビを組んでいた。2015年には「栗栖中川」としてM-1グランプリに出場している[5][6][7]。
- 競艇Live配信に精力的に参加しているが、予想はあまり当たらない。2022年尼崎開催の「尼崎特命部長 永島」では31レース連続で予想を外した。
- ソロでは中川おさむで活動することが多い。

西郷 良司（さいごう りょうじ、本名：山口 良司（やまぐち りょうじ）、1989年8月13日（35歳） - ）旧芸名は西郷、西郷きよしなど。
- ボケ担当。
- 埼玉県出身。身長182cm、体重110kg、靴29cm。
- 趣味は動物園めぐり、野球、映画鑑賞、恋愛相談に乗る。特技は動物と仲良くなれる、小道具作り、スキップ。
- 福岡ソフトバンクホークスのウラディミール・バレンティンのモノマネ芸人「バレンティソ」としても活動する[8]。
- かつては「利休」というコンビで、その後はピン芸人として活動していた[8]。

### 旧メンバー
しろ たなか（本名：田中 雪絵（たなか ゆきえ）、1985年11月26日（39歳）- ）
- ボケ担当。「しろサイ」時代はツッコミだった。
- 東京都出身。身長167cm、体重82kg、靴24.5cm。
- 趣味は東京駅散策、ご飯を鍋で炊く。特技は東京土産の知識、包装、リボンかけ。
- かつてはからさわとともに「おおきめ」というコンビを組み、2015年にはM-1グランプリに出場した[9]。